# Lisów (gmina)

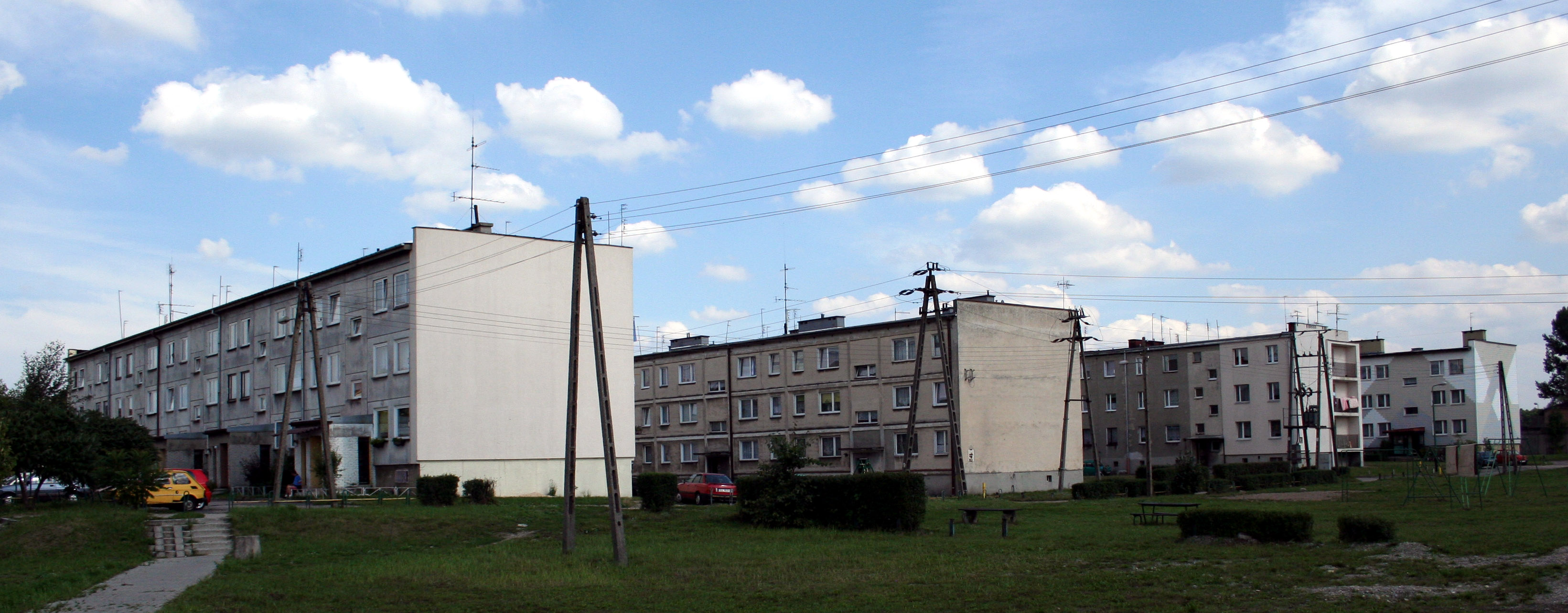
Osiedle w Lisowie

Lisów – dawna gmina wiejska istniejąca w latach 1945–1954 w woj. śląskim, katowickim i stalinogrodzkim (dzisiejsze woj. śląskie). Siedzibą władz gminy był Lisów.
Gmina zbiorowa Lisów powstała w grudniu 1945 w powiecie lublinieckim w woj. śląskim (śląsko-dąbrowskim). Według stanu z 1 stycznia 1946 gmina składała się z 4 gromad: Lisów, Chwostek, Hadra i Kalina. 6 lipca 1950 zmieniono nazwę woj. śląskiego na katowickie, a 9 marca 1953 kolejno na woj. stalinogrodzkie.
Według stanu z 1 lipca 1952 gmina składała się z 4 gromad: Lisów, Chwostek, Hadra i Kalina. Gmina została zniesiona 29 września 1954 wraz z reformą wprowadzającą gromady w miejsce gmin. Jednostki nie przywrócono 1 stycznia 1973 wraz z kolejną reformą reaktywującą gminy. Obecnie wsie wchodzące w skład dawnej gminy Lisów należą do gminy Herby.